# Tony Curran
Pour les articles homonymes, voir Curran.
Tony Curran, né le 13 décembre 1969 à Glasgow (Écosse), est un acteur britannique.
Au cinéma, il a joué dans Le 13e Guerrier, Gladiator, Pearl Harbor, Blade II, La Ligue des Gentlemen extraordinaires, Le Vol du Phœnix, Underworld 2 : Évolution et Thor : Le Monde des ténèbres.
À la télévision, il a fait des apparitions dans les séries : Medium, Mentalist, Sons of Anarchy, Doctor Who et Daredevil. Et il joue le rôle de Datak Tarr dans la série Defiance.

## Biographie
Tony Curran est né le 13 décembre 1969 à Glasgow (Écosse).
Il a étudié au Royal Conservatoire of Scotland.

### Vie privée
Il est marié à Mai Nguyen depuis 2012. Ils ont une fille, Beau Curran, né en 2013.

## Filmographie

### Cinéma

#### Longs métrages
- 1994 : Petits Meurtres entre amis (Shallow Grave) de Danny Boyle : L'agent de voyage
- 1994 : Les Mille et Une Vies d'Hector (Being Human) de Bill Forsyth : Un homme
- 1994 : Passion sous surveillance (Captives) d'Angela Popes : Spider
- 1995 : Go Now de Michael Winterbottom : Chris Cameron
- 1995 : Dernier voyage à Glasgow (Nervous Energy) de Jean Stewart : David
- 1999 : Le 13e Guerrier (The 13th Warrior) de John McTiernan : Weath, le musicien
- 2000 : Gladiator de Ridley Scott : Un garde prétorien chargé de l'exécution de Maximus
- 2001 : Pearl Harbor de Michael Bay : Ian
- 2002 : Blade 2 (Blade II) de Guillermo Del Toro : Le prêtre
- 2003 : La Ligue des Gentlemen extraordinaires (The League of Extraordinary Gentlemen) de Stephen Norrington : Rodney Skinner / L'homme invisible
- 2004 : Le Vol du Phœnix (Flight of the Phoenix) de John Moore : Rodney
- 2005 : Beowulf, la légende viking (Beowulf and Grendel) de Sturla Gunnarsson : Hondscioh
- 2005 : Trust Me (en) d'Andrew Kazamia : Miles Loncrain
- 2006 : Underworld 2 : Évolution (Underworld : Evolution) de Len Wiseman : Marcus Corvinus
- 2006 : Red Road d'Andrea Arnold : Clyde
- 2006 : Miami Vice : Deux flics à Miami (Miami Vice) de Michael Mann : Un frère aryen
- 2006 : The Good German de Steven Soderbergh : Danny
- 2008 : Shuttle d'Edward Anderson : Le chauffeur
- 2008 : Midnight Meat Train (The Midnight Meat Train) de Ryuhei Kitamura : Le conducteur du train
- 2008 : The Lazarus Project de John Glenn : William Reeds
- 2009 : A Day in the Life de Sticky Fingaz : Dr Reynolds
- 2010 : Ondine de Neil Jordan : Alex
- 2010 : Donkeys de Morag McKinnon : Clyde
- 2010 : Corrado d'Adamo P. Cultraro : Officier Tony
- 2010 : The Presence de Tom Provost : L'homme en noir
- 2010 : Golf in the Kingdom de Susan Streitfeld : Adam Green
- 2011 : Les Aventures de Tintin : Le Secret de La Licorne (The Adventures of Tintin) de Steven Spielberg : Lieutenant Delcourt (voix)
- 2011 : Big Mamma : De père en fils (Big Mommas : Like Father, Like Son) de John Whitesell : Chirkoff
- 2011 : X-Men : Le Commencement (X : First Class) de Matthew Vaughn : Un agent
- 2011 : Cat Run de John Stockwell : Sean Moody
- 2011 : The Veteran de Matthew Hope : Chris Turner
- 2012 : In the Dark Half d'Alastair Siddons : Filthy
- 2013 : Mary Queen of Scots de Thomas Imbach : John Knox
- 2014 : Postman Pat : The Movie de Mike Disa : Un paparazzi (voix)
- 2015 : Awaiting de Mark Murphy : Morris
- 2016 : La Couleur de la victoire (Race) de Stephen Hopkins : Lawson Robertson
- 2017 : Le Dîner des vampires (Eat Locals) de Jason Flemyng : Peter Boniface
- 2018 : Outlaw King : Le Roi hors-la-loi (Outlaw King) de David Mackenzie : Angus Og MacDonald
- 2018 : Calibre de Matt Palmer : Logan McClay
- 2020 : Two Deaths of Henry Baker de Felipe Mucci : Sheriff Ron Capman

#### Courts métrages
- 1996 : National Achievement Day de Ben Hopkins : Zog
- 1997 : Coming Down de Mat Win : Gary
- 2007 : Tom and Will de Stephen French : Will
- 2011 : Shooting for Something Else d'Hunter G. Williams et Scott Michael Campbell : William Wallace
- 2011 : Two-Legged Rat Bastards de Scott Weintrob : Desoto
- 2013 : Hot Tuesday de Ramon Fernandez : Mr X
- 2014 : The Seventeenth Kind d'Andy Collier : James Richard

### Télévision

#### Séries télévisées
- 1986 - 1987 : Dramarama : Jason / Archie Campbell
- 1988 / 1997 : Taggart : Ian Jardin
- 1993 : Strathblair : Ian / Un motard
- 1994 : The Tales of Para Handy : Donald / Un marin dans le pub
- 1994 : Rab C. Nesbitt : Un policier
- 1995 : Soldier Soldier : Sergent Ian Kelly
- 1995 : Screen Two : David
- 1996 : Grange Hill : Un policier
- 1997 : The Bill : DC Dave McGovern
- 1997 : Inspecteur Frost (A Touch of Frost) : Craig Hudson
- 1997 : La Vie en face (This Life) : Lenny
- 1998 : La Part du diable (Touching Evil) : Emerson
- 1999 : Le Monde magique des Leprechauns (The Magical Legend of the Leprechauns) : Sean Devine
- 1999 : Shockers : Thomas
- 2000 : Perfect World : Spencer
- 2000 : The Canterbury Tales : Algarsyf (voix)
- 2002 - 2003 : Ultimate Force : Sergent Pete Twamley
- 2005 : Night Stalker : Le Guetteur (Night Stalker) : Damon Caylor
- 2008 : Numbers : Victor Tooner
- 2008 : Gemini Division : Walken
- 2009 : Nick Cutter et les Portes du temps (Primeval) : Sir William de Mornay
- 2009 : Médium : Lucas Harvey
- 2010 : Mentalist (The Mentalist) : Agent Dean Harkin
- 2010 : Doctor Who : Vincent van Gogh
- 2010 : Les Piliers de la terre (The Pillars of the Earth) : Stephen
- 2010 : 24 Heures chrono (24) : Lugo Elson
- 2011 : Covert Affairs : Kenneth Martin
- 2011 : Les Experts (CSI : Crime Scene Investigation) : Dr Tyrell Neth
- 2011 : Boardwalk Empire : Eamonn Rohan
- 2011 : Hawaii 5-0 (Hawaii Five-0) : John O'Toole
- 2011 : Luck : L'assistant de Steward
- 2011 : The Comic Strip Presents... : Robin Cook
- 2011 : Young James Herriot : Professeur Donald Richie
- 2012 : Labyrinthe (Labyrinth) : Guy d'Évreux
- 2013 - 2015 : Defiance : Datak Tarr
- 2014 : Sons of Anarchy : Gaines
- 2015 : Elementary : Joshua Vikner
- 2016 : Daredevil : Finn
- 2016 : Racines : Connelly
- 2016 : Crazyhead : Callum
- 2017 - 2018 : Voltron, le défenseur légendaire (Voltron : Legendary Defender) : Commandant Throk / Un pirate (voix)
- 2018 : SEAL Team : Brett Swann
- 2018 : The Looming Tower : Un inspecteur
- 2018 - 2019 : Ray Donovan : Sergent Mikey "Rad" Radulovic
- 2020 - 2023 : Your Honor : Frankie
- 2021 : The Flash : Despero
- 2022 : For All Mankind : Clarke Halladay
- 2022 : The Calling : John Wentworth
- 2022 : Mayflies : Tully
- 2023 : Secret Invasion : Derrik
- 2023 : Valkyrie Apocalypse : Arthur Conan Doyle
- 2024 : Mary and George : Jacques VI et Ier
- 2025 : Outlander: Blood of My Blood : Lord Lovat

#### Téléfilms
- 1986 : Shoot for the Sun d'Ian Knox : Un ami du fils
- 1994 : The Negotiator de Mary McMurray : Un policier sous couverture
- 1996 : Over Here de Tony Dow : Dougal
- 1999 : Great Expectations de Julian Jarrold : Orlick
- 1999 : Split Second de David Blair : Ronnie Baxter
- 2001 : Les Brumes d'Avalon (The Mists of Avalon) d'Uli Edel : Le Capitaine
- 2009 : No Holds Bard de Brian Kelly : Stevie Kerr
- 2014 : Marvellous de Julian Farino : Lou Macari
- 2019 : Deadwood, le film (Deadwood : The Movie) de Daniel Minahan : James Smith